# Ignacio Copete Lizarralde
Ignacio Copete Lizarralde (Cartago, Valle del Cauca, 4 de diciembre de 1916 - 1989) fue un abogado y banquero colombiano. Fue Gerente del Banco de la República.

## Biografía
Obtuvo su título de bachiller en 1934 y el de abogado, en la Universidad Nacional en 1940, enfocándose en el tema financiero desde entonces. Fue Secretario de Gobierno de Cundinamarca en 1942 y se dedicó a la docencia en su alma mater y en la Pontificia Universidad Javeriana. Desde 1944 ingresó al mundo de la banca, ejerciendo como Subsecretario del Banco de Colombia (1944-1947), Secretario (1947-1948) y Subgerente (1948-1950) del Banco de la República, Subgerente (1951) y Gerente (1953-1957) del Banco de Colombia. En 1957 fue elegido como Gerente del Banco de la República, gracias al respaldo de la banca privada; ejerció hasta 1960.
Entre 1960 y 1967 trabajó con el Banco Interamericano de Desarrollo como director por Colombia, gerente técnico y gerente financiero. Durante la década de 1970 representó a Colombia y a países vecinos en las juntas directivas del Fondo Monetario Internacional y Banco Internacional de Reconstrucción y Fomento. Entre 1983 y 1986 Copete volvió a la gerencia del Banco de Colombia, iniciando la recuperación de la entidad tras la administración de Jaime Michelsen.